# Mary Jane Skalski
Mary Jane Skalski (geb. vor 1994) ist eine US-amerikanische Filmproduzentin.

## Leben
Ende der 1980er machte sie ihren Abschluss an der University of Michigan. Nach ihrem Abschluss zog sie nach New York City.
Von 1993 bis 1999 war sie Teil der New Yorker Filmproduktion Good Machine, bei der sie in verschiedenen Bereichen tätig war. Seit 1997 gewann sie drei Auszeichnungen, für Wonderland, Station Agent und The Jimmy Show.

## Filmografie (Auswahl)
- 1994: Central Park
- 1995: Kleine Sünden unter Brüdern
- 1996: Greetings from Africa
- 1997: Das Familiengeheimnis
- 1997: Up on the Roof
- 1997: Wonderland
- 1999: Trick
- 1999: Lola und Bilidikid
- 1999: The Lifestyle: Swinging in America
- 2000: Dear Doughboy
- 2000: Conrad & Butler Take a Vacation
- 2001: Gina, an Actress, Age 29
- 2001: The Jimmy Show
- 2003: Station Agent
- 2004: Chain
- 2004: Mysterious Skin – Unter die Haut
- 2006: The Hawk Is Dying
- 2006: Fell – Eine Liebesgeschichte
- 2007: Ein Sommer in New York – The Visitor
- 2009: Gegen den Strom
- 2009: Dare – Hab’ keine Angst. Tu’s einfach!
- 2011: Pariah
- 2011: Win Win
- 2012: Hello I Must Be Going
- 2012: Putzel
- 2013: Very Good Girls – Die Liebe eines Sommers
- 2013: The Moment
- 2014: Cobbler – Der Schuhmagier (The Cobbler)
- 2017: Wilson – Der Weltverbesserer (Wilson)
- 2018: American Animals
- 2018: Hello Apartment

## Auszeichnungen
CableACE Award
- 1997: In der Kategorie Historical Documentary Special or Series für Wonderland

Independent Spirit Award
- 2004: In der Kategorie John Cassavetes Award für Station Agent
- 2004: In der Kategorie Producers Award für Station Agent und The Jimmy Show

Gotham Award
- 2008: Nominiert in der Kategorie Bester Film für The Visitor